# Kira Zworykina
Kira Aleksiejewna Zworykina, ros. Кира Алексеевна Зворыкина (ur. 29 września 1919 w Mikołajowie, zm. 6 września 2014) – rosyjska szachistka, wicemistrzyni świata z 1960 roku.

## Kariera szachowa
Urodziła się na Ukrainie. Tajniki królewskiej gry poznała w słynnej szkole szachowej leningradzkiego Pałacu Pionierów, której uczniami byli, między innymi: Borys Spasski, Wiktor Korcznoj i Mark Tajmanow. W latach 50. trzykrotnie zdobyła tytuł mistrzyni Związku Radzieckiego (1951, 1953 i 1956). Reprezentowała ZSRR na dwóch pierwszych kobiecych olimpiadach szachowych w 1957 i 1963 roku, zdobywając trzy złote medale, dwa wraz z drużyną oraz za indywidualny wynik na II szachownicy w roku 1957. W latach 1952–1964 brała udział w pięciu turniejach pretendentek - eliminacji do meczu o mistrzostwo świata. Największy sukces odniosła w 1959 roku, wygrywając turniej pretendentek w Płowdiwie. W decydującym meczu przegrała z broniącą tytułu mistrzowskiego Elizawietą Bykową 4½ - 8½.
W 1977 r. Międzynarodowa Federacja Szachowa przyznała jej honorowy tytuł arcymistrzyni za wyniki osiągnięte w przeszłości. 

## Życie prywatne
Kira Zworykina była żoną rosyjskiego arcymistrza Aleksieja Suetina.